# Достицький сільський округ (Аксуська міська адміністрація)
Дости́цький сільський округ (каз. Достық ауылдық округі, рос. Достыкский сельский округ) — адміністративна одиниця у складі Аксуської міської адміністрації Павлодарської області Казахстану. Адміністративний центр — село Достик.
Населення — 3481 особа (2021; 3757 у 2009, 4469 у 1999, 4404 у 1989).
Станом на 1989 рік існували Парамоновська сільська рада (село Парамоновка) та Погранична сільська рада (села Марковка, Отділення 1, Парамоновка, Пограничне, селища Пограничник, Спутник) колишнього Єрмаківського району, село Торткудук перебувало у складі Синтаської сільської ради. Станом на 1999 рік до складу округу увійшли нове села Достик, Торткудук (зі складу Алгабаської сільради), Парамоновка (зі складу Пограничної сільради). Село Марковка було ліквідоване 2000 року, село Отділення 1 — 2004 року. 2000 року до складу округу була включена територія ліквідованого Парамоновського сільського округу (село Парамоновка), 2013 року — територія ліквідованого Пограничного сільського округу (села Пограничник, селища Таскудик, Спутник).

## Склад
До складу округу входять такі населені пункти:
| Населений пункт            | Старі назви | Населення, осіб (1989) | Населення, осіб (1999) | Населення, осіб (2009) | Населення, осіб (2021) |
| -------------------------- | ----------- | ---------------------- | ---------------------- | ---------------------- | ---------------------- |
| Береке, село               | Парамоновка | 1758                   | 1750                   | 1590                   | 1499                   |
| Достик, село               | -           | -                      | 736                    | 655                    | 670                    |
| Марковка, село             | -           | 66                     | 8                      | -                      | -                      |
| Отділення 1, село          | -           | 88                     | 62                     | -                      | -                      |
| Парамоновка, відділення    |             | 170                    | 86                     | 50                     | 0                      |
| Пограничник, село          | Пограничне  | 1164                   | 1100                   | 994                    | 939                    |
| Таскудик, станційне селище | Пограничник | 241                    | 140                    | 41                     | 54                     |
| Спутник, станційне селище  | -           | 699                    | 472                    | 323                    | 270                    |
| Торткудук, село            | -           | 218                    | 115                    | 104                    | 49                     |